# Stadio
Lo stadio è una struttura architettonica, adibita prevalentemente allo svolgimento di attività sportive, ma anche culturali (come concerti musicali).

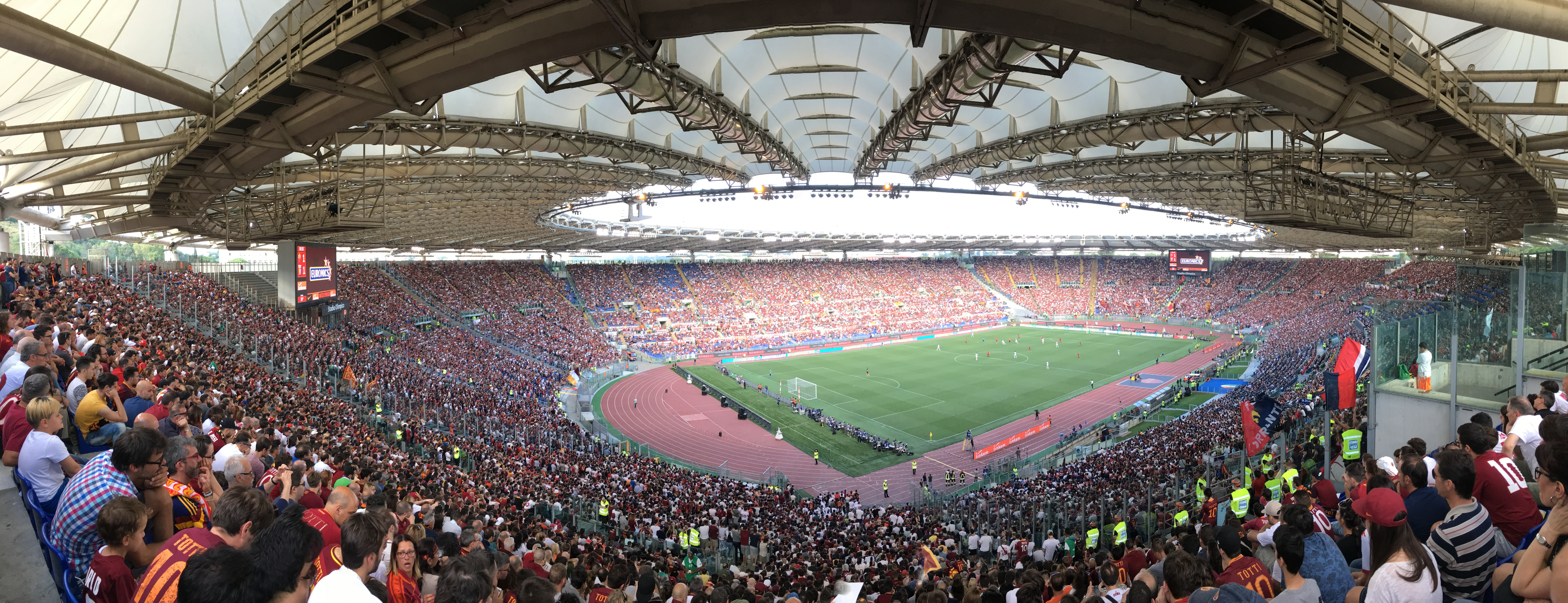
Lo Stadio Olimpico di Roma durante l’ultima partita di Francesco Totti

## Etimologia
Il nome proviene dal greco «stadion» (στάδιον), termine che indicava un'unità di misura della lunghezza pari a 177,60 m.

## Storia
Lo stadio più antico conosciuto è lo stadio di Olimpia in Grecia, dove si tenevano gli antichi giochi olimpici dal 776 a.C. Inizialmente i Giochi consistevano in un unico evento, uno sprint lungo lo stadio.
In numerose città antiche sono stati trovati stadi greci e romani, forse il più famoso è lo Stadio di Domiziano, a Roma.
L'antico Stadio Panatenaico, scavato e ristrutturato, ha ospitato tentativi di rinascita dei Giochi Olimpici nel 1870 e nel 1875 prima di ospitare le prime Olimpiadi moderne nel 1896, i Giochi Intermedi del 1906 e alcuni eventi delle Olimpiadi estive del 2004. Lo scavo e la ristrutturazione dello stadio facevano parte dell'eredità del benefattore nazionale greco Evangelos Zappas, ed è stato il primo stadio antico ad essere utilizzato in tempi moderni.

### Antichità
Gli stadi nell'antica Grecia e a Roma furono costruiti per scopi diversi, e all'inizio solo i greci costruirono strutture chiamate "stadio"; I Romani costruirono strutture chiamate "circo". Gli stadi greci erano per le corse podistiche, mentre il circo romano era per le corse di cavalli. Entrambi avevano forme simili e aree apposta per gli spettatori. I greci svilupparono anche il teatro, con la disposizione dei posti che prefigurava quella dei moderni stadi. I romani copiarono il teatro, poi lo ampliarono per accogliere folle più numerose e ambientazioni più elaborate. I romani svilupparono anche il teatro rotondo a doppia dimensione chiamato anfiteatro, con decine di migliaia di posti a sedere per combattimenti di gladiatori e spettacoli di bestie selvatiche. Lo stadio greco, il teatro, il circo e l'anfiteatro romani sono tutti antenati dello stadio moderno.

## Caratteristiche

### L'impianto
Sebbene l'aspetto interno di ciascuno stadio vari in base alla sua costruzione, delle strutture comuni a tutti gli impianti sono:
- il campo sportivo, nel quale si svolge la competizione;
- le tribune, per consentire al pubblico di assistere all'evento[7];
- gli spogliatoi, riservati agli atleti, generalmente costruiti sotto le tribune.[6]

Sono talvolta presenti strutture aggiuntive di carattere non agonistico (bar, ristoranti, negozi, musei, biglietterie e servizi igienici).
Per accedere allo stadio in cui si svolge l'evento è generalmente necessario il pagamento di un titolo, come un abbonamento o biglietto. Viene invece sanzionato l'ingresso abusivo o in mancanza dell'apposito titolo.

### Sicurezza negli stadi
Soprattutto nel corso del ventesimo e ventunesimo secolo, gli stadi sono spesso risultati teatro di incidenti e disordini vari. La causa è sovente riconducibile alle frange estreme del tifo (i cosiddetti hooligans), che hanno provocato scontri (sugli spalti e nelle pertinenze degli stadi), incendi (innescati dai lanci di fumogeni o esplosivi) e altri danni.
Per ridurre e prevenire tali fatti di violenza, le federazioni - di comune accordo con le società sportive - sono ricorse a metodi quali l'intervento (e la presenza) di forze dell'ordine e l'obbligo di riconoscimento all'atto dell'ingresso.

## Questioni ambientali
Gli stadi moderni comportano diversi problemi ambientali negativi con la loro costruzione. Richiedono migliaia di tonnellate di materiali per essere costruiti, aumentano notevolmente il traffico nell'area intorno allo stadio, oltre a mantenere lo stadio stesso. L'aumento del traffico intorno agli stadi moderni ha portato alla creazione di zone di esposizione, afferma l'Health Effect Institute, esponendo il 30-40% delle persone che vivono intorno allo stadio a potenziali problemi di salute. Molti stadi stanno tentando di contrastare questi problemi implementando pannelli solari e illuminazione ad alta efficienza, per ridurre la propria impronta carbonica.

## Luoghi di musica
Sebbene i concerti, come quelli di musica classica, vi fossero presentati da decenni, a partire dagli anni '60 gli stadi iniziarono ad essere utilizzati come luoghi dal vivo per la musica popolare, dando origine al termine "stadium rock", in particolare per forme di hard rock e progressive rock. Le origini del rock da stadio sono talvolta datate a quando i Beatles suonarono allo Shea Stadium di New York nel 1965. Importante fu anche l'uso di grandi stadi per i tour americani di band alla fine degli anni '60, come The Rolling Stones, Grand Funk Railroad e Led Zeppelin. La tendenza si sviluppò a metà degli anni '70 quando la maggiore potenza dell'amplificazione e dei sistemi audio consentì l'uso di luoghi sempre più grandi. Fumo, fuochi d'artificio e sofisticati spettacoli di luci sono diventati i punti fermi delle esibizioni rock negli stadi. Gli atti chiave di quest'epoca includevano Journey, REO Speedwagon, Boston, Foreigner, Styx, Kiss, Peter Frampton e Queen. Negli anni '80 l'arena rock divenne dominata da band glam metal, seguendo la guida degli Aerosmith e inclusi Mötley Crüe, Quiet Riot, WASP e Ratt. Dagli anni '80, le star del rock, del pop e del folk, tra cui Grateful Dead, Madonna, Britney Spears, Beyoncé e Taylor Swift, hanno intrapreso tour di concerti su larga scala negli stadi.

## Galleria d'immagini

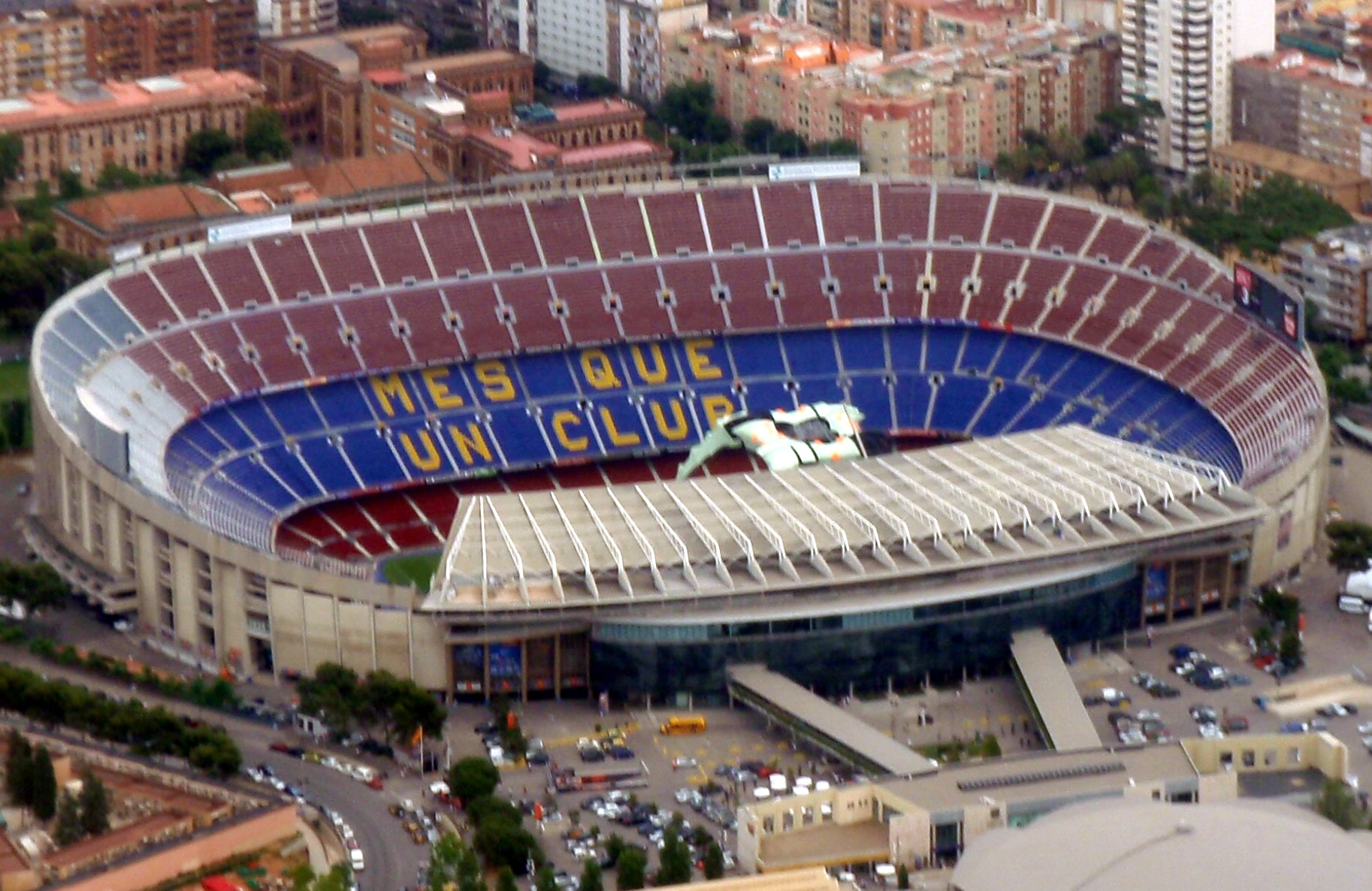
Camp Nou
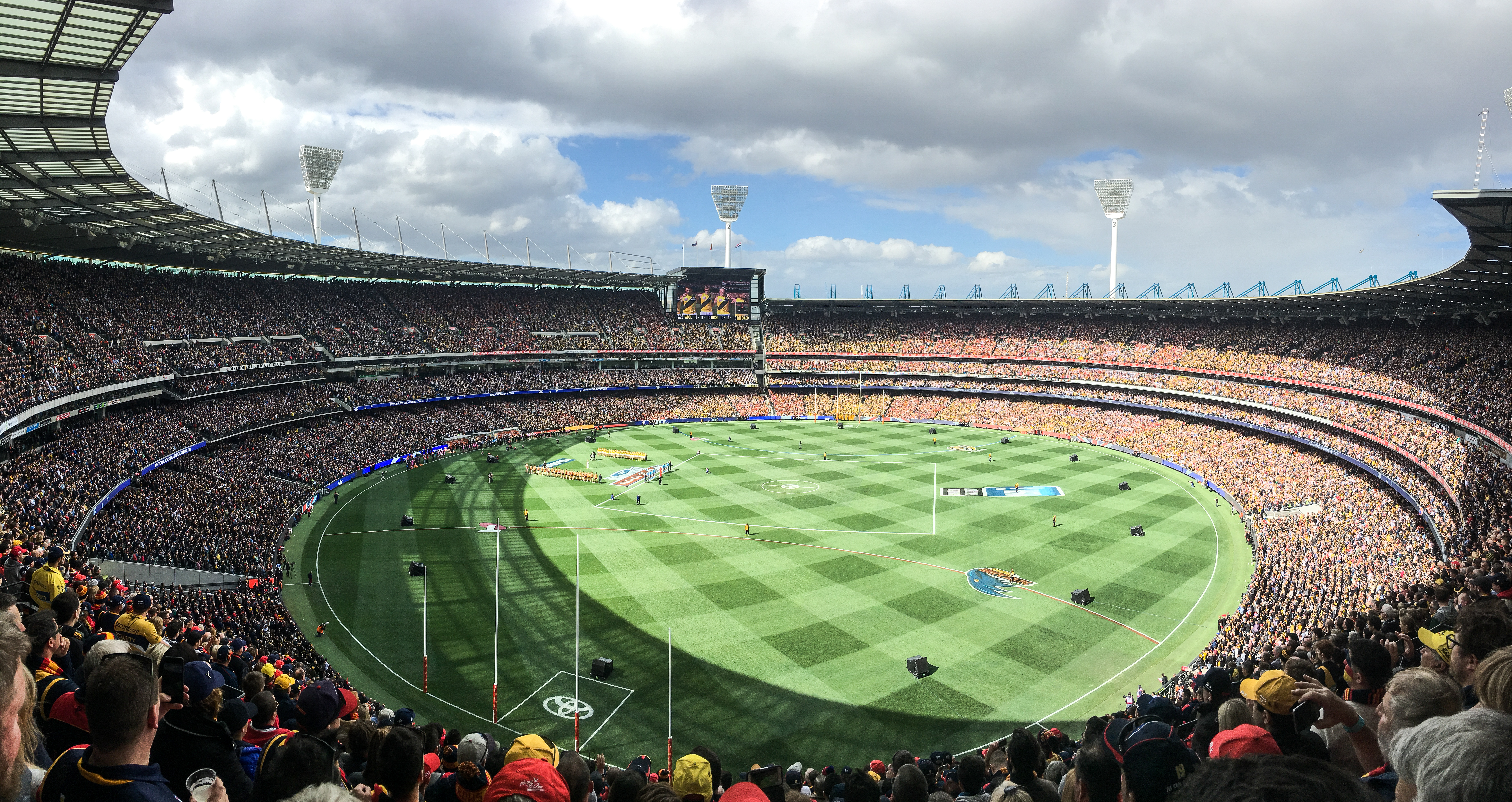
Campo da cricket di Melbourne
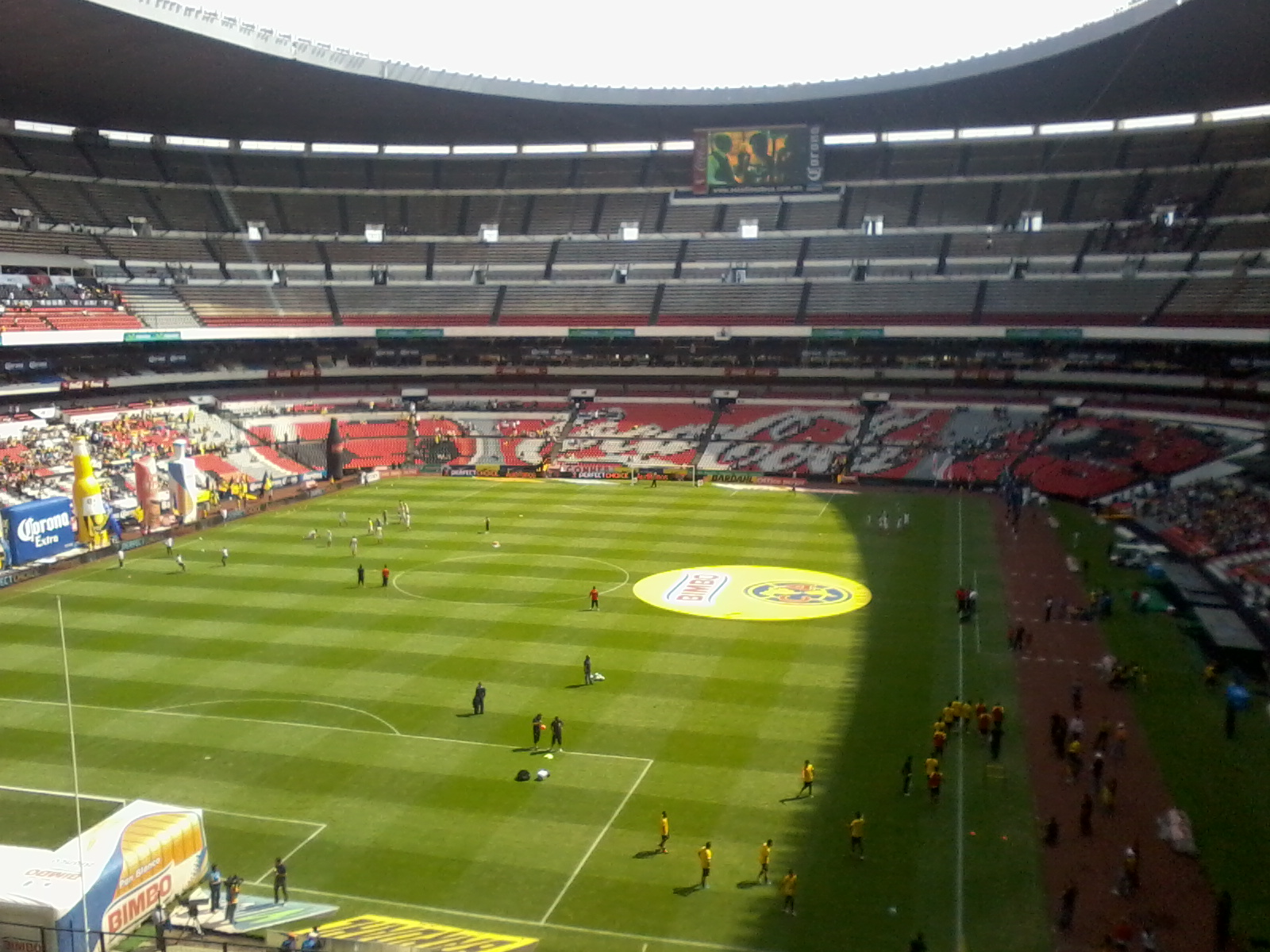
Stadio Azteca
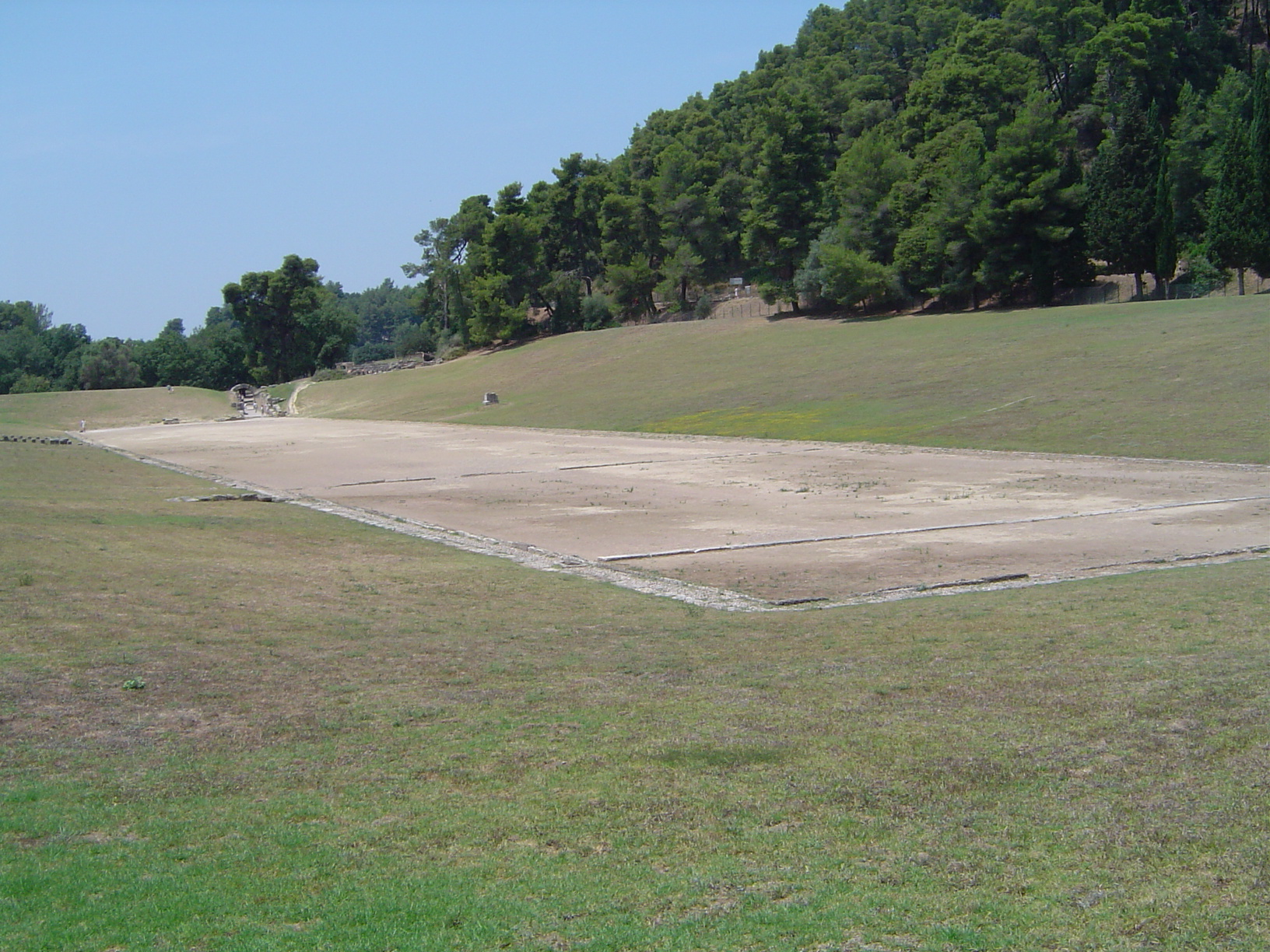
Stadio dell'Olimpia
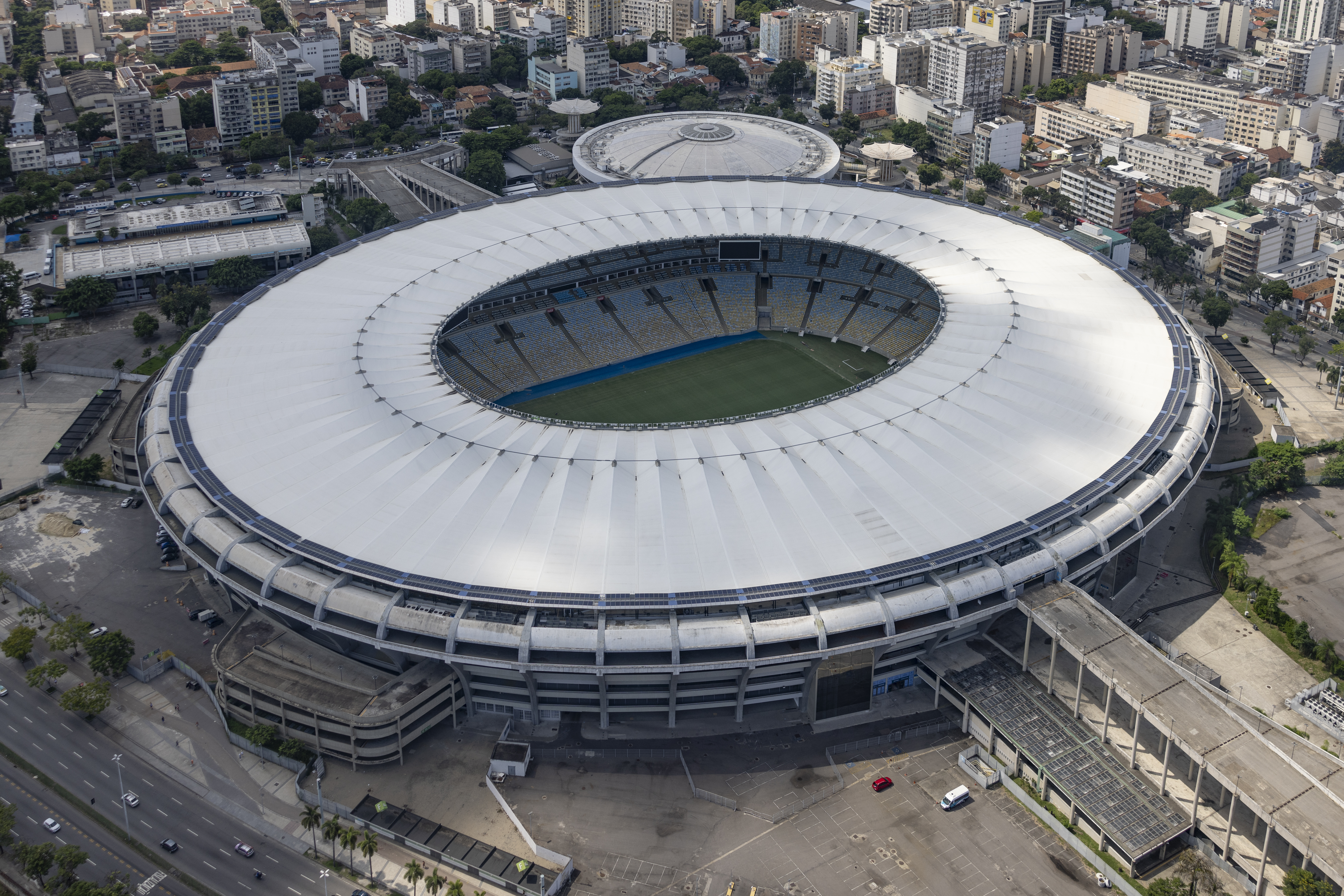
Stadio Maracanà
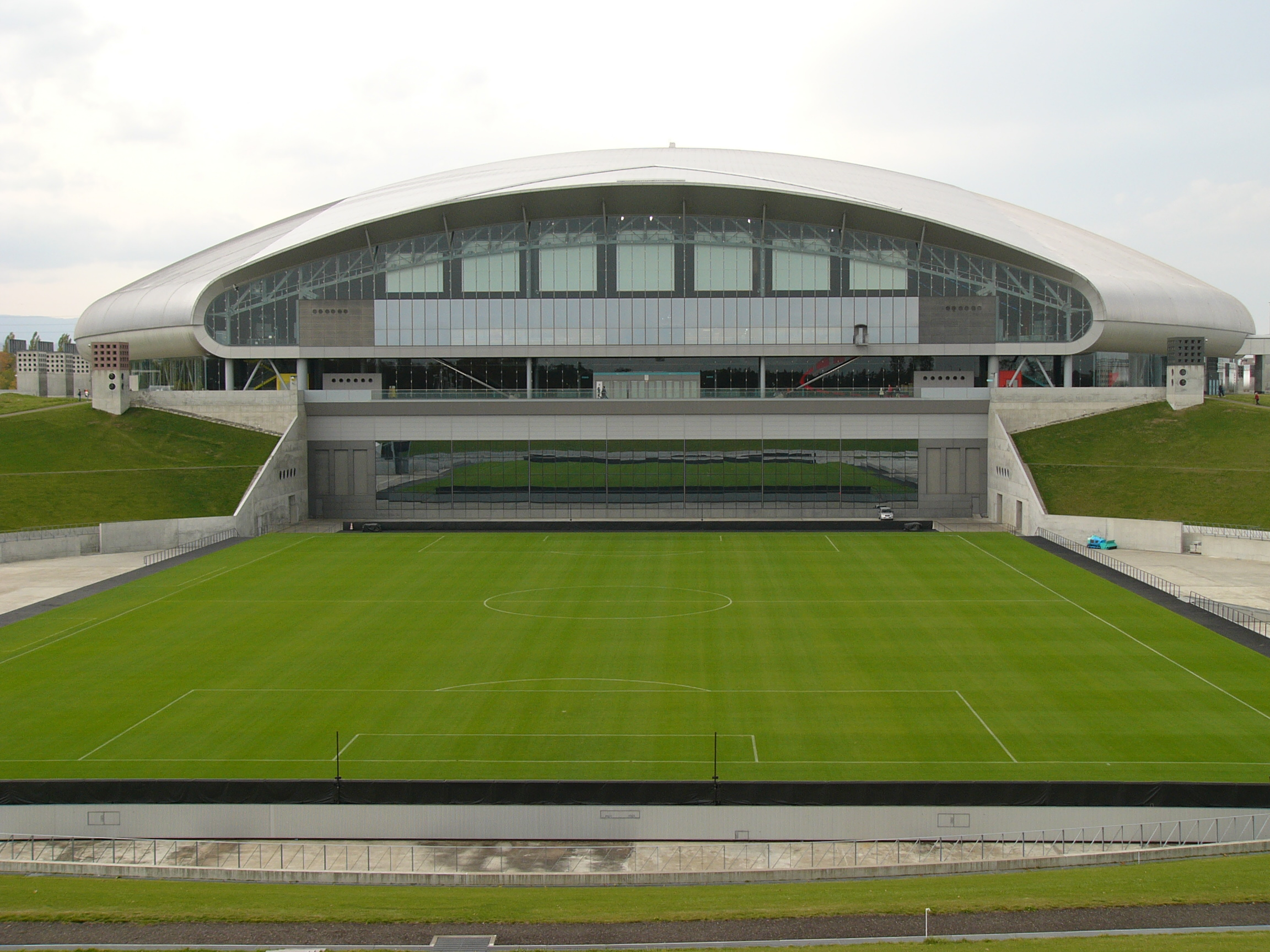
Sapporo Dome
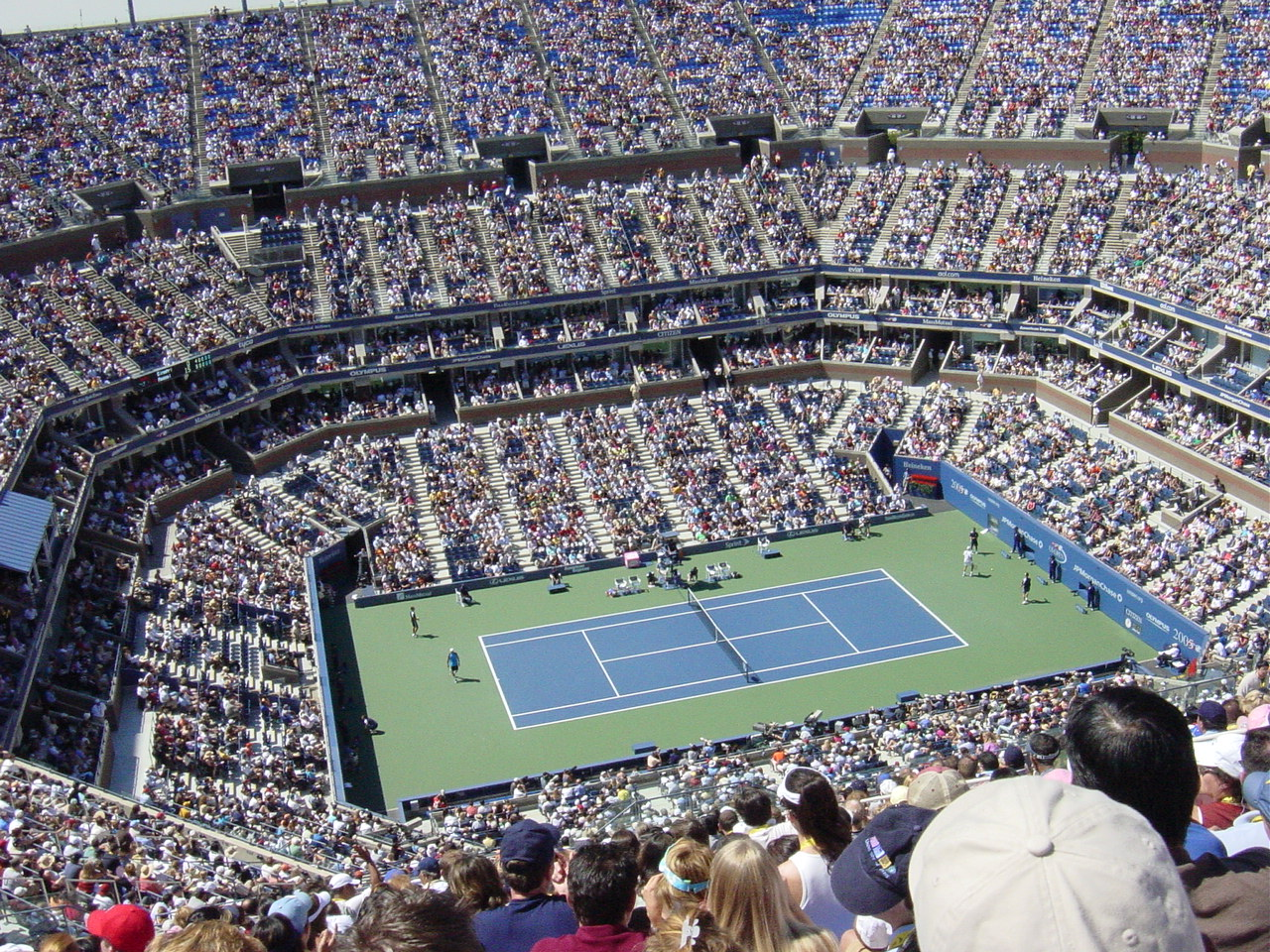
Arthur Ashe Stadium
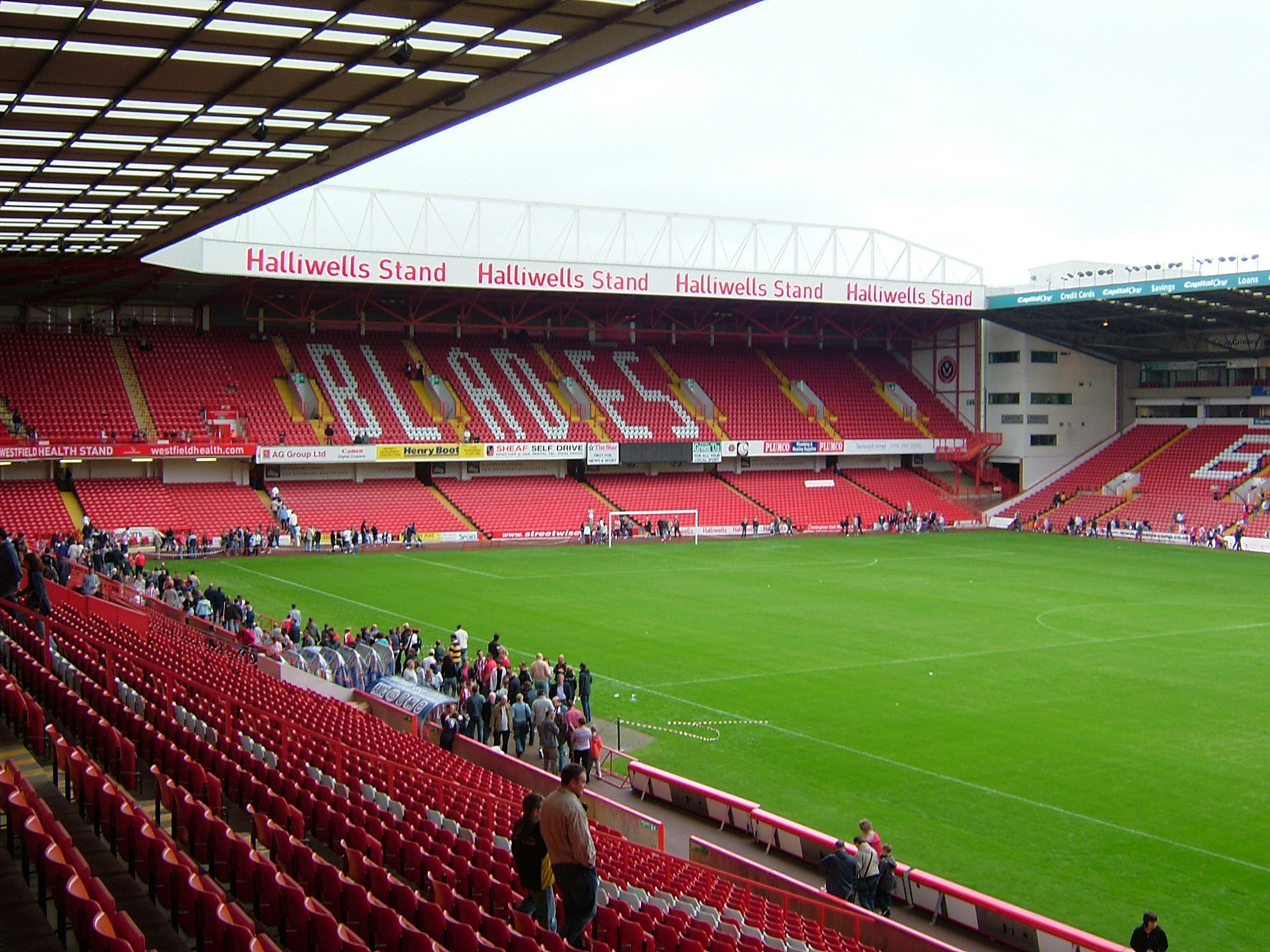
Bramall Lane